# لیتیم سیترات
لیتیم سیترات (به انگلیسی: Lithium citrate) با فرمول شیمیایی Li۳C۶H۵O۷ یک ترکیب شیمیایی است. که جرم مولی آن 209.923 g mol−۱ می‌باشد. شکل ظاهری این ترکیب، پودر سفید بی‌بو است.